# Paka (volcan)
Pour les articles homonymes, voir Paka.
Paka est un volcan situé dans la vallée du Grand Rift au Kenya.